# Збагнення
«Збагнення» (англ. Surfacing) — другий роман канадської письменниці Маргарет Етвуд. Вийшов у видавництві McClelland and Stewart 1972 року. Роман описали як доповнення до «Політики сили», віршів Етвуд.
Роман зачіпає проблеми, пов'язані з національною ідентичністю та фемінізмом, він передбачав зростання заклопотаності з приводу консерватизму й появи канадського націоналізму. Його було екранізовано 1981 року.

## Сюжет
У книзі розповідається історія жінки, яка повертається до свого рідного міста в Канаді, щоб знайти зниклого батька. У супроводі свого коханця Джо й подружньої пари Анни та Девіда героїня роману занурюється в минуле в будинку свого дитинства, згадуючи події та почуття, намагаючись знайти розгадки таємничого зникнення свого батька. Мало-помалу минуле наздоганяє її та веде в царство дикості й божевілля.
Відокремлення — основна тема роману. Це показано в першому розділі, коли оповідачка виявляється політично позбавленою власності як англомовна у Квебеку, тоді як Квебек прагне стати незалежною франкомовною нацією.

## Теми
Відокремлення
Виразником почуття націоналізму є екстреміст Девід, який стверджує, що Канаді було б краще без «фашистських свиней-янкі», і пропонує вигнати їх із країни за допомогою бобрів.
Фемінізм
Фемінізм, тема багатьох романів Етвуд, досліджується з погляду жінки, розкриваючи способи маргіналізації жінок у їхньому професійному та особистому житті.

## Вплив інших творів
«Збагнення» перегукується зі структурою роману Джека Керуака «На дорозі», коли оповідач їде машиною назад до будинку свого дитинства.
Його порівнюють із романом «Під скляним ковпаком» Сільвії Плат. Неназвана оповідачка Етвуд і Естер Ґрінвуд з роману Плат обидві доведені до психологічного зриву через своє небажання дотримуватися соціальних очікувань, що накладаються на жінок.

## Критика
У своєму есе «Маргарет Етвуд: Поза межами віктимності» американська феміністська письменниця Мардж Пірсі скептично поставилася до раптового зізнання оповідачки в коханні до Джо наприкінці роману, заявивши, що це не завадило оповідачці стати жертвою: обравши людину, яка вважає себе невдахою, «як вона перестає бути невдахою?».